# Etiqueta (societat de la informació)
En informàtica, l'etiqueta (en anglès, netiquette, contracció de les paraules angleses "network etiquette", «bones maneres a la xarxa») és un conjunt de regles que haurien de seguir els usuaris de la xarxa (de qualsevol de les famílies de serveis: correu electrònic, pàgines web, grups de notícies, llistes de discussions...) per facilitar la comprensió del que escriuen i la circulació de la informació per la Xarxa.
Exemples, entre els més coneguts (per al correu electrònic):
- No s'ha d'escriure una paraula o un text en majúscules. Qui ho fa ha de saber que vol dir que crida (el que escriu).
- No s'ha de reenviar mai a altres persones extractes del text d'un correu electrònic que s'hagi rebut a títol personal.
- Cal evitar l'enviament de fitxers adjunts (excepte si el destinatari els està esperant) a un correu electrònic.
- No s'han de posar les adreces de múltiples destinataris que tothom pugui llegir (error corrent quan s'envia un correu a una llista de destinataris). Es pot utilitzar l'opció CCO (amb còpia oculta) per afegir moltes adreces sense fer-les visibles per a tots els destinataris.

No hi ha ningú que controli la xarxa, per tant no hi cap sistema establert de sancions per a qui no segueix la netiquette. En general, és la mateixa comunitat d'usuaris qui fa pressió per establir i mantenir unes regles. Algunes d'aquestes regles són esteses de manera gairebé universal, d'altres s'utilitzen només en comunitats o projectes determinats.

## Aparició de les normes
El 28 d'octubre de 1995, Sally Hambridge, una directiva d'Intel, va elaborar oficialment el document anomenat Netiquette Guidelines orientat als treballadors de l'empresa perquè aprenguessin com comportar-se a Internet, en aquella època, una cosa molt més minoritària que ara. Aquest document defineix les regles d'etiqueta de la xarxa en nom de la comunitat oberta que participa en el desenvolupament d'estàndards d'Internet. No obstant això, aquestes normes d'etiqueta no són rígides i inamovibles, sinó que s'adapten a cada comunitat o grup social, els quals van elaborant les seves pròpies regles, i fins i tot designant a persones encarregades únicament del seu compliment. El llibre Netiquette de Virgínia Shea publicat en 1994 conté 10 regles bàsiques de comportament a la xarxa, els quals es descriuen a continuació:
- Regla 1: Mai oblideu que la persona que llegeix el missatge és un altre ésser humà amb sentiments que poden ser ferits.
- Regla 2: Seguiu els mateixos estàndards de comportament en línia que seguiu en la vida real.
- Regla 3: Escriure tot en majúscules es considera com cridar i, a més, dificulta la lectura.
- Regla 4: Respecteu el temps i l'amplada de banda d'altres persones.
- Regla 5: Mostreu el vostre costat bo mentre us mantingueu en línia.
- Regla 6: Compartiu els vostres coneixements amb la comunitat.
- Regla 7: Ajudeu a mantenir els debats en un ambient sa i educatiu.
- Regla 8: Respecteu la privadesa de terceres persones.
- Regla 9: No abuseu del vostre poder o dels avantatges que pugueu tenir.
- Regla 10: Excuseu els errors d'altres. Compreneu els errors dels altres igual que espereu que els altres comprenguin els vostres.

Aquests imperatius, o manaments, es poden sintetitzar en dos: Posar-se al lloc de l'altre sempre que utilitzem la xarxa i pensar que l'altre no és sempre com jo. 